# Charles Altamont Doyle

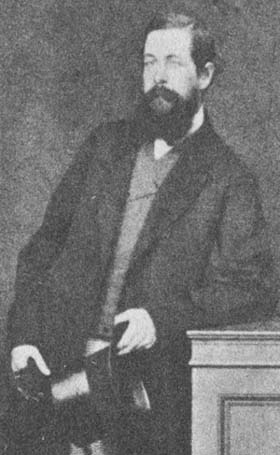
Charles Altamont Doyle im Jahre 1865

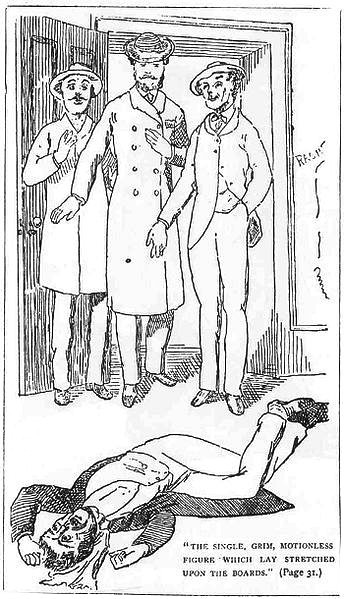
Eine der Illustrationen zur Erstausgabe von Eine Studie in Scharlachrot

Charles Altamont Doyle (* 25. März 1832 in London; † 10. Oktober 1893 in Dumfries, Schottland) war ein britischer Maler. Er war der Vater des Schriftstellers Arthur Conan Doyle, zu dessen Buch Eine Studie in Scharlachrot er die Illustrationen der Erstausgabe beisteuerte.

## Leben

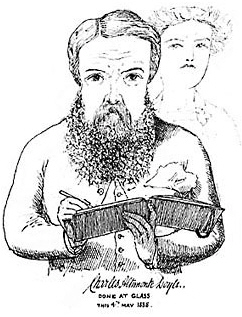
Charles Altamont Doyle, Selbstporträt (1888)

Als Sohn des irischstämmigen Porträtmalers und Karikaturisten John Doyle besaß Charles Doyle künstlerische Ambitionen, hatte jedoch nicht im gleichen Maße wie sein älterer Bruder Richard Doyle das Talent des Vaters geerbt und trat daher in den Staatsdienst ein. 1849 zog er nach Edinburgh, um dort eine Stellung in einer Behörde anzutreten. Neben seiner Tätigkeit als Staatsbeamter fertigte er aber weiterhin Gemälde und Illustrationen an.
1855 heiratete Doyle die Tochter seiner Vermieterin, Mary Foley. Gemeinsam hatten sie sieben Kinder, von denen Arthur Conan Doyle das zweite war.
Charles Doyle versuchte weiterhin, sich als Künstler zu profilieren, doch wegen der Anforderungen seines Berufes konnte er der Malerei nur wenig Zeit widmen. Seine erstrebte Karriere als Künstler machte keine Fortschritte, wohingegen sein Bruder Richard in London künstlerisch sehr erfolgreich wurde. Charles Doyle wurde zunehmend depressiv und alkoholabhängig.
1876 wurde er aus dem Staatsdienst entlassen und im selben Jahr nach Fordoun House eingewiesen, einer Spezialklinik für Alkoholkranke. Während seines Aufenthalts dort erkrankte er an Epilepsie, für die es zu jener Zeit noch keine Behandlungsmethoden gab.
Im Jahre 1885 versuchte Charles Doyle aus der Klinik zu entkommen und wurde bei seinem Fluchtversuch gewalttätig. Daraufhin wurde er in die Irrenanstalt Montrose Royal Lunatic Asylum eingewiesen, wo er bis 1892 blieb; er konnte dort weiterhin der Malerei nachgehen. Während dieses Anstaltsaufenthaltes fertigte Charles Doyle 1888 sechs Zeichnungen zu Eine Studie in Scharlachrot an, der ersten Sherlock-Holmes-Geschichte seines Sohnes Arthur Conan Doyle. Die Illustrationen erschienen in der ersten Buchausgabe der Geschichte.
1892 wurde Charles Doyle zunächst in die Royal Infirmary in Edinburgh überstellt, dann in die Crichton Royal Institution in Dumfries, wo er 1893 nach einem schweren epileptischen Anfall verstarb.